# Gheorghe Ghipu
Gheorghe Ghipu (ur. 30 września 1954 w Dascălu) – rumuński lekkoatleta, średniodystansowiec,  dwukrotny medalista halowych mistrzostw Europy.
W wieku niespełna osiemnastu lat wystąpił w biegu na 800 metrów na igrzyskach olimpijskich w 1972 w Monachium, lecz odpadł w eliminacjach. Zwyciężył w biegu na 1500 metrów na mistrzostwach Europy juniorów w 1973 w Duisburgu. Odpadł w półfinale biegu na 800 metrów i eliminacjach biegu na 1500 metrów na mistrzostwach Europy w 1974 w Rzymie.
Zdobył brązowy medal w biegu na 1500 metrów na halowych mistrzostwach Europy w 1975 w Katowicach (wyprzedzili go tylko Thomas Wessinghage z RFN i Piotr Anisim z ZSRR). Również na letniej uniwersjadzie w 1975 w Rzymie wywalczył brązowy medal na tym dystansie. Po raz drugi zdobył brązowy medal w biegu na 1500 metrów na halowych mistrzostwach Europy w 1976 w Monachium, za reprezentantami RFN Paulem-Heinzem Wellmannem i Thomasem Wessinghage. Na igrzyskach olimpijskich w 1976 w Montrealu odpadł w eliminacjach tej konkurencji.
Zwyciężał w mistrzostwach krajów bałkańskich w biegu na 1500 metrów w latach 1974–1977.
Ghipu był mistrzem Rumunii w biegu na 800 metrów w latach 1973–1977 oraz w biegu na 1500 metrów w latach 1973 i 1975–1979.
Trzykrotnie poprawiał rekord Rumunii w biegu na 800 metrów do rezultatu 1:45,9, osiągniętego 11 lipca 1974 w Atenach i również trzykrotnie w biegu na 1500 metrów do czasu 3:38,4,  uzyskanego 4 października 1975 w Bukareszcie.